# Championnats du monde de judo 1967
Les Championnats du monde de judo 1967 se tiennent à Salt Lake City aux États-Unis.

## Résultats

### Hommes
| Catégories        | Or                   | Argent           | Bronze                            |
| ----------------- | -------------------- | ---------------- | --------------------------------- |
| - 63 kg           | Takafumi Shigeoka    | Hirofumi Matsuda | Kim Byung-sik Sergei Suslin       |
| - 70 kg           | Hiroshi Minatoya     | Park Kid-soon    | Takehide Nakatani Park Chung-sam  |
| - 80 kg           | Eiji Maruki          | Martin Poglajen  | Shinichi Enshu Brian Jacks        |
| - 93 kg           | Nobuyuki Sato (judo) | Osamu Sato       | Ernst Eugster Peter Hermann       |
| + 93 kg           | Wim Ruska            | Nobuyuki Maejima | Anzor Kiknadze Takeshi Matsuzuka  |
| Toutes catégories | Mitsuo Matsunaga     | Klaus Glahn      | Peter Hermann Masatoshi Shinomaki |

## Tableau des médailles
| Rang | Nation               | Or | Argent | Bronze | Total |
| ---- | -------------------- | -- | ------ | ------ | ----- |
| 1    | Japon                | 5  | 3      | 4      | 12    |
| 2    | Pays-Bas             | 1  | 1      | 1      | 3     |
| 3    | Allemagne de l'Ouest | 0  | 1      | 2      | 3     |
| -    | Corée du Sud         | 0  | 1      | 2      | 3     |
| 5    | Union soviétique     | 0  | 0      | 2      | 2     |
| 6    | Royaume-Uni          | 0  | 0      | 1      | 1     |

## Source
- (en) Judoinside.com